# 微海象属
微海象属（学名：Nanodobenus）是海象科下的一个属。

## 下属物种
本属包括以下物种：
- 阿氏微海象 Nanodobenus arandai Velez-Juarbe & Salinas-Marquez, 2018，阿兰达微海象[2]